# Hadena dealbata
Hadena dealbata är en fjärilsart som beskrevs av Otto Staudinger 1892. Hadena dealbata ingår i släktet Hadena och familjen nattflyn. Inga underarter finns listade i Catalogue of Life.